# ロドニー・ロスマン
ロドニー・ロスマン（Rodney Rothman）は、アメリカ合のテレビ及び映画の脚本家、プロデューサー、監督、作家。
2005年にロスマンは書籍『Early Bird: A Memoir of Premature Retirement』を執筆した。プライムタイム・エミー賞脚本賞（バラエティシリーズ部門）には5度ノミネートされている。映画では『リベンジ・マッチ』や『22ジャンプストリート』の脚本を執筆し、また『スパイダーマン:スパイダーバース』でピーター・ラムジーとボブ・ペルシケッティと共同で監督デビューを果たした。

## 主なフィルモグラフィ
- 寝取られ男のラブ♂バカンス Forgetting Sarah Marshall (2008) 製作総指揮
- 紀元1年が、こんなんだったら!? Year One (2009) 製作総指揮
- 伝説のロックスター再生計画! Get Him to the Greek (2010) 製作
- 憧れのウェディング・ベル The Five-Year Engagement (2012) 製作総指揮
- リベンジ・マッチ Grudge Match (2013) 脚本
- 22ジャンプストリート 22 Jump Street (2014) 脚本
- 俺たちポップスター Popstar: Never Stop Never Stopping (2016) 製作
- スパイダーマン:スパイダーバース Spider-Man: Into the Spider-Verse (2018) 監督